# Philip Powell Calvert
 (décembre 2023).
Pour les articles homonymes, voir Calvert.
Compléments
Président de l'American Entomological society (1900-1915)
Philip Powell Calvert (29 janvier 1871 au 23 août 1961) est un entomologiste américain. Il est reconnu pour son travail exemplaire sur l'ordre des Odonates.

## Biographie
Philip Powell Calvert est né à Philadelphie, aux États-Unis, de Mary Sophia Powell Calvert et Graham Calvert, un avocat. Il réalise ses études à la Central High School (1888) et commence un certificat en biologie à l'Université de Pennsylvanie en 1892. En 1895, il obtient son doctorat en biologie de cette même université. Il poursuit un postdoctorat (1895-1896) à l'Université de Berlin et celle d'Iéna.

### Carrière
Sa vie étudiante se confond avec sa vie professionnelle. Il devient d'abord assistant (1892-1897), chargé de cours (1897-1907), professeur adjoint  (1907-1912) et professeur (1912-1939) à l'Université de Pennsylvanie.

### The American Entomological Societyet l'Academy of Natural Sciences of Philadelphia
L'American Entomological Society et l'Academy of Natural Sciences of Philadelphia jouent un rôle majeur dans le développement de sa passion pour l'entomologie. Les membres de ces organisations savent stimuler et guider la curiosité du jeune Calvert pour les insectes. Il a la chance d'avoir des experts disponibles pour répondre à ses questions et pour le guider dans la voie de la recherche scientifique. Pendant plus desoixante ans, il siège à leur conseil. En plus d'être leur président de 1900 à 1915, il est vice-président (1894-1898), secrétaire (1895) et rédacteur en chef de Entomological news (1911 à 1943).

### Odonatologie
Le Dr Hermann Hagen (1817-1893) fût l'un des premiers odonatologues américains. Il fut également le premier professeur d’entomologie dans une université américaine. Il décrira plus d'une centaine d'espèces d'odonates nord-américaines et publiera plusieurs travaux sur le groupe des Neuroptères. En 1888, le jeune Calvert entama une correspondance avec l'entomologiste. Cet échange durera près de 2 ans et en juillet 1890, les deux se réunirent pendant plusieurs jours au Museum of Comparative Zoologie à l'Université de Havard. Hagen l'encouragera dans sa passion pour le groupe des odonates. En septembre 1890, ce grand entomologiste fut frappé par une paralysie et décéda en novembre 1893. Calvert écrivit sa chronique nécrologique dans la revue Entomological News. Plusieurs années plus tard, il écrivit sur Hagen : En février 1980, il m'a envoyé ses notes inédites sur le genre Leucorrhinia et me donnait l'autorisation de les publier. Lorsque je lui écrivis pour lui demander un titre pour l'article, il m'écrivit «Synopsis de Leucorrhinia par Philip Powell Calvert », bien que ce soit sa propre réalisation.
Tout au long de ses années de collège, il écrivit des notes et des commentaires sur l'ordre des odonates. En 1893, il publie son premier ouvrage majeur : Catalogue of the Odonata (dragonflies) of the Vicinity of Philadelphia, with an Introduction to the Study of this Group. Cette réalisation a servi de modèle pour l'étude régionale de ce groupe et fut la première tentative majeure pour un guide sur cet ordre. Au cours de sa vie, Calvert publiera plus de 300 notes et articles sur les libellules et demoiselles, principalement dans la revue Entomological News.

## Vie privée
En 1901, il se marie avec Amelia Catherine Smith. Ils n'auront pas d'enfant.
Philip Powell Calvert participe occasionnellement aux travaux botaniques de son épouse, qui récolte et photographie des plantes du Costa Rica.